# Wasilij Gołowań
Wasilij Nikołajewicz Gołowań (ros. Василий Никонович Головань, ur. 24 lutego 1924 w stanicy Rajewskaja w Kraju Krasnodarskim, zm. 18 października 1944 w pobliżu Sniny na Słowacji) – radziecki sierżant, Bohater Związku Radzieckiego (1945).

## Życiorys
Miał wykształcenie podstawowe, pracował w kołchozie, od kwietnia 1942 służył w Armii Czerwonej, jesienią 1942 uczestniczył w walkach nad Donem i w bitwie pod Stalingradem. W 1943 brał udział w walkach o Krasny Łyman, gdzie został ciężko ranny, po wyleczeniu wrócił na front, biorąc udział w forsowaniu Dniepru i zajmowaniu Prawobrzeżnej Ukrainy, w marcu 1944 wyróżnił się podczas zdobywania Lubaru, a w lipcu 1944 podczas zdobywania Starokonstantynowa. Podczas słowackiego powstania narodowego w związku z decyzją dowództwa Armii Czerwonej o wsparciu powstania, jako dowódca oddziału pułku 1 Armii Gwardii 4 Frontu Ukraińskiego został skierowany do Słowacji, gdzie w październiku 1944 wyróżnił się w walkach, jednak potem zginął. Został pochowany we wsi Zvala w Słowacji.

## Odznaczenia
- Złota Gwiazda Bohatera Związku Radzieckiego (pośmiertnie, 24 marca 1945)
- Order Lenina (pośmiertnie, 24 marca 1945)
- Order Czerwonej Gwiazdy
- Order Sławy III klasy

I medale.